# Johanna Helena Herolt

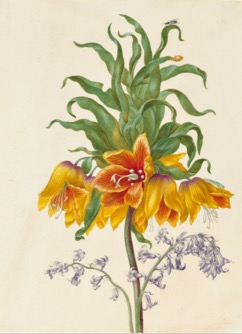
Szachownica cesarska, dwa hiacyntowce zwyczajne i owady, Johanna Helena Herolt, ok. 1700 roku

Johanna Helena Herolt (ur. 5 stycznia 1668 we Frankfurcie nad Menem, zm. po 1732 w Surinamie?) – niemiecko-holenderska malarka i ilustratorka specjalizująca się w rysunkach roślin i owadów.

## Życiorys
Johanna Helena Herolt urodziła się 5 stycznia 1668 roku we Frankfurcie nad Menem . Była córką Johanna Andreasa Graffa (1637–1701), malarza, rysownika i grawera oraz Marii Sibylli Merian (1647–1717), malarki i przyrodniczki . W 1670 roku rodzina przeniosła się do Norymbergi, gdzie urodziła się druga córka artystów – Dorothea Maria (1678–1743) . Johanna nauczyła się rysunku najprawdopodobniej od matki . W 1681 roku wraz z matką i siostrą wróciła do Frankfurtu . W 1685 roku Merian wraz z córkami i swoją matką udała się do komuny labadystów w Wiuwert .
W 1691 roku Merian wraz z córkami przeniosła się do Amsterdamu . Rok później Johanna wyszła za mąż za Jacoba Hendrika Herolta (1660–?), kupca, z którym miała jedno lub dwoje dzieci . Herolt był byłym labadystą i prowadził hotel w Surinamie .
Po wyjściu za mąż Johanna zaczęła sprzedawać swoje obrazy, martwe natury z kwiatami . Podobnie jak matka, pracowała na zlecenie dla kolekcjonerki egzotycznych roślin Agnety Block (1626–1704), wykonując akwarele okazów z ogrodów Block . Herolt wykonała również część ilustracji dla atlasu roślin Jana Moninckxa (1686–1706), który zawierał w sumie 420 akwareli przedstawiających rośliny z amsterdamskiego ogrodu botanicznego . Większość ilustracji do atlasu sporządził Moninckx, część inni artyści, m.in. Maria Moninckx (ok. 1676–1757) i Alida Withoos (ok. 1661–1730) . Ilustracje te posłużyły do wykonania rycin dla dzieła Horti Medici Amstelodamensis rariorum plantarum historia autorstwa Jana Commelina (1629–1692) (tom 1) i Caspara Commelina (1667–1734) (tom 2) .
Od 1711 roku Herolt mieszkała w Surinamie, gdzie zbierała okazy gadów, ryb i owadów, które sprzedała kolekcjonerom w Europie . Malowała również owady i rośliny . Kiedy jej matka została częściowo sparaliżowana w 1714 roku wskutek udaru mózgu, Herolt wróciła na krótko do Amsterdamu, gdzie malowała pod nazwiskiem matki . Herolt zmarła najprawdopodobniej w Surinamie po 1732 roku .